# 东风镇 (陇县)
东风镇，是中华人民共和国陕西省宝鸡市陇县下辖的一个乡镇级行政单位。

## 行政区划
东风镇下辖以下地区：
东风街社区、东风村、史家湾村、老观村、夏家湾村、普乐塬村、西沟村、枣林寨村、南村、赵家山村、后沟村、峪头村、尧场村、麻家台村、田家岭村、席家堡村、白杨树沟村、梨林川村、张家山村、杜阳村、焦家坡村、胡家庄村、三教殿村、刘家嘴村、下凉泉村、上凉泉村、川口河村和糜家河村。